# DWANGO (サービス)
Dial-up Wide-Area Network Game Operationは、アメリカのインタラクティブビジュアルシステムズ社（Interactive Visual Systems/IVS）が運営していたオンラインゲーム環境を提供するサービス。頭字語の略称である「DWANGO」で知られている。
1994年にサービスを開始し、『DOOM』をはじめ、『Doom II』や『Heretic』などのid Softwareゲームや、3D Realmsの『Duke Nukem 3D』、『Blood』や『Shadow Warrior』などのゲームのオンライン対戦環境を提供していた。
DWANGOはダイヤルアップ接続を採用しており、使用するためには料金を支払った上でDWANGOのサーバーに接続するクライアントソフトウェアを実行する必要があった。当初はテキサス州ヒューストンの1か所のみにサーバーが存在したが、すぐに他の都市にも多数のサーバーが設置された。しかし、その後インターネットを介したオンラインマルチプレーヤー対戦が広まっていくと利用者が減少し、1998年10月にサービスを終了、同年中には運営元のIVS社も経営破綻した。
運営元のIVS社の子会社として1997年に日本で設立されたのが有限会社ドワンゴ、のちの株式会社ドワンゴである。IVS社の経営破綻後も同社は経営を続け、現在はKADOKAWAの傘下として、ニコニコ動画をはじめとするオンラインサービスの運営や各種イベント運営などを手掛ける通信・メディアを中心とした総合エンターテインメントコンテンツ企業として発展を続けている。

## 沿革
DWANGOは、1994年にテキサス州ヒューストンのロバート・E・ハントレー（Robert E. Huntley）とキー・キンブレル（Kee Kimbrell）によって開発された。ハントレーは、自社のInteractive Visual Systemsを動画研修の提供からオンラインゲームサービスに移行したいと考えていた。サービスの初期開発が完了した後、2人はid Softwareにアイデアを売り込んだ。 ジョン・D・カーマックと他の社員はほとんど興味がなかったが、ジョン・ロメロからは肯定的な評価を得た。ジェイ・ウィルバー（Jay Wilbur）はDWANGOの収益の20％で契約を交渉し、ロメロはプロジェクトに取り組み、Hereticのシェアウェアリリースを含むDWANGOソフトウェアの最初のバージョンをリリースした。
当時はインターネットが普及していないパソコン通信中心の時代であり、DWANGOもパソコン通信を採用したサービスであった。そのため、プレーヤーはヒューストンに置かれたサーバーにダイヤルアップ接続する必要があった。しかしながら当初の人気は非常に高く、クリエイターはサブスクリプション料金から大きな利益を得た。当初の料金は1時間あたり1.95ドルであったが、1995年初頭には値下げを行い、月額8.95ドルとなった。この頃には利用者は約1万人に達し、イタリアやオーストラリアからの接続もあった。同社はニューヨークに本社を置き、フランチャイズ形式で各地にサーバーを設置する仕組みを整えた。フランチャイジーはサーバーをセットアップするために35,000ドルの定額料金を支払い、残りの利益を受け取ることができた。4か月で、アメリカ各地に22台のサーバが設置された。1996年には、サービスは日本・シンガポール・韓国にまで拡大した。
1997年までに、同社は世界中の23都市にシステムを導入したが、インターネットが普及したことで利用者数は減少しつつあった。3月、IVS社はインターネットマルチプレーヤーサービスに進出し、Internet Gaming Zoneにセクションを設定する契約をMicrosoftと締結し、1997年12月に「DWANGO Zone」を正式に公開した。ハントレーは、DWANGOのインターネットサービスへの進出によって利用者数を再び増加させることを目論んでいたが、期待するような結果を生み出すことはできなかった。
DWANGO Zoneは低レイテンシー（70ミリ秒以下を保証）を売りにしていたものの、より安価でより多くのコンテンツを提供する数多くの競合サービスが存在した。当時、Internet Gaming Zoneのセクションのほとんどは無料であった中有料であったことに加えて、1時間あたりの料金を請求する時間課金制をとっていたため、ユーザーからの支持を得ることができなかった。また、この頃には、Mpath・TEN・Heat.netなどのライバルサービスが登場し、有料・無料両方のサービスを提供するようになっていた。『Quake』や『Total Annihilation』など、DWANGO Zoneでサポートされているタイトルの多くは、既にインターネットで無料でプレイすることができたた。
競争の激化とサポートするゲームの数の減少によりユーザー数は減少の一途をたどり、1998年にDWANGOはサービスを終了、IVS社も経営破綻した。しかしながら、日本での事業は好調であり、Interactive Visual Systems Corporationの日本の子会社である株式会社ドワンゴは運営を続け、現在は日本を代表する通信・メディア関連企業として知られている。なお、1999年8月に株式会社ドワンゴは、米国Interactive Visual Systems Corporationより「DWANGO」の全世界における商標、知的所有権、その他すべての権利を譲り受けている。

## サポート

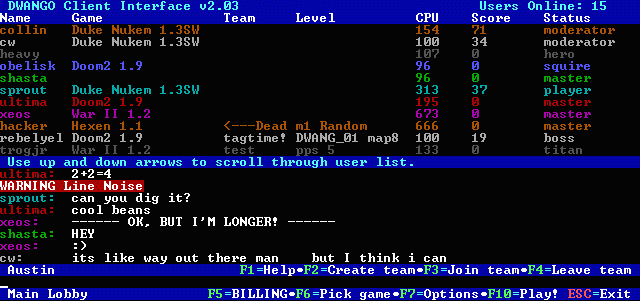
DWANGOクライアントがテキサス州オースティンのサーバにログオンし、利用可能なゲームとチャットを表示

DWANGOのクライアントソフトウェアは、ダイヤルアップ接続でサーバーに繋がるASCIIインターフェイスを備えたソフトであった。ログインすると、ユーザーはロビーで他のゲーマーとチャットしたり、選択した特定のゲーム用に独自のランチパッドを作成できた。当初はid Softwareのゲームをサポートしていたが、その後拡張して3D Realmsなどからのゲームもサポートするようになった。
サポートされているゲームは次のとおり。
| - Big Red Racing - Blood - Descent II - DOOM - Doom II: Hell on Earth - Duke Nukem 3D - Final Doom - Heretic | - Hexen: Beyond Heretic - MechWarrior 2: 31st Century Combat - Quake II - Shadow Warrior - Terminal Velocity - The Ultimate Doom - Warcraft II: Tides of Darkness - Total Annihilation |